# カレン・パーフィット・ヒューズ

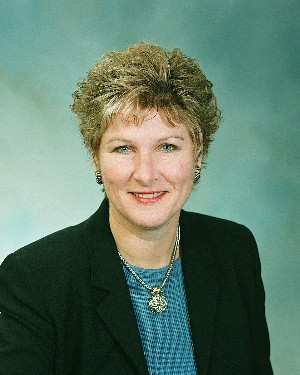
カレン・パーフィット・ヒューズ

カレン・パーフィット・ヒューズ（Karen Parfitt Hughes, 1956年12月27日 - ）は、アメリカ合衆国の政治家、外交官。ジョージ・W・ブッシュ政権でアメリカ合衆国国務次官（公共外交・広報担当）を務めた。

## 生い立ち
フランスのパリに生まれてる。父親はパナマ運河地帯総督ハロルド・パーフィット、母親はパトリシア・ローズ・スカリー。ウォレン・トラヴィス・ホワイト高校を卒業。南メソジスト大学で学士号を取得し、アルファ・デルタ・パイに所属する。
1977年から1984年までテレビ局の取材記者として勤務。1980年の大統領選挙の報道に携わった。1984年の大統領選挙では共和党のレーガン＝ブッシュを支持し、テキサス州の報道調整を担当。後にテキサス州共和党事務局長に就任する。

## ブッシュ政権

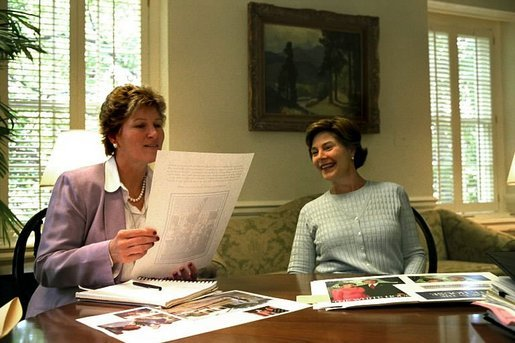
カレン・ヒューズ（左）と大統領夫人ローラ・ブッシュ（右）

1994年、テキサス州知事選挙に立候補したジョージ・W・ブッシュの選挙対策本部長に就任。選挙勝利後、ブッシュ知事の事務スタッフとして勤務する。2001年、ブッシュが大統領に就任すると、ブッシュの私設顧問に就任した。
2002年7月にブッシュ政権を離れてテキサス州に戻るも、ブッシュとは毎日連絡を取っていた。次の選挙に向けての相談を電話や電子メールで行い、週に1度は個人的な会合をもうけた。2004年8月、ブッシュ大統領の選挙対策本部に常勤で復帰。エアフォースワン内に事務所を設置し、2004年共和党全国大会から本選挙終盤まで選挙活動の計画調整を行った。ダラス・モーニングニュース紙からは「今までのホワイトハウスの人物の中で最もパワフルな女性」と評され、ABCニュースは「最も重要なアドバイザー」と言及された。

## 『Ten Minutes from Normal』
2004年3月、ホワイトハウスを離れる決断をした理由について述べた本『Ten Minutes from Normal』を出版した。この本の宣伝として、2004年4月25日にCNNの番組に出演した際、次の発言を行った。
9月11日の後、アメリカの人々は生命をより尊重するようになり、日々の生活の尊厳や価値を重視する政治が必要であると自覚するようになったと感じています。加えてブッシュ大統領は、理性的になろう、生命を尊重するように努めよう、妊娠中絶の数を減らすことを試みよう、養子縁組を増やそう、と述べて活動してきました。これについて私は、アメリカの人々に支持していただける政策であると思っています。私たちが敵に直面したときは、特にそうです。私たちと、私たちが戦っているテロネットワーク。実際のところ、これらの間の根本的な違いは、私たちはあらゆる生命を尊重しているということにあります。生命、自由、幸福の追求。これらの権利は、確固たる不可侵の権利として創造主から与えられたものであり、私たちの国の建国信念であります。

## 国務次官

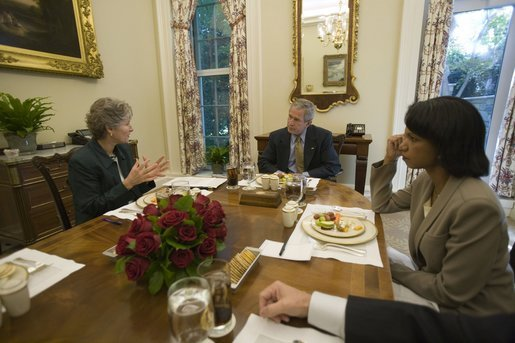
ホワイトハウスで昼食をとるカレン・ヒューズ国務次官（左）、ジョージ・W・ブッシュ大統領（中央）、コンドリーザ・ライス国務長官（右）

2005年3月14日、ブッシュ大統領はヒューズを国務次官（公共外交・広報担当）に任命し、大使級の地位を与える意向を表明した。上院は2005年7月に指名を承認した。ヒューズは就任に際して、「迅速な対応ユニット」の創設と「前方展開する地域別SWATチーム」の計画を通じて、アメリカに対する世界の認識を向上させると言明した。
2005年9月8日のタウンホールミーティングにおいて、国務省職員は「最近、大使に意見を述べる許可を得ることが、途方もなく困難である場合がある」と不満を述べた。ヒューズはそれに返答し、「私の考えに基づいて彼らが命令を出しているのであれば、叱責を受ける理由はない」と述べた。
国務省での任期末、ヒューズは自身の業績として「公共外交を変革し、国家安全保障上の優先順位を、政府のすべてのタスクの中心にした」と述べた。ヒューズは2007年10月22日にアメリカ・パブリック・リレーションズ協会で基調講演「平和の遂行——公共外交の新しいパラダイム」を行った。
2007年10月末、ヒューズは国務次官を辞任する旨を、ブッシュ大統領に伝達した。国務長官コンドリーザ・ライスはヒューズの辞意を受理した上で、「彼女が目標を達成できたことについて大きな喜びであるが、同時に大きな悲しみでもある」と言及した。